# اس‌آی ۲۰۲ هومل
اس‌آی ۲۰۲ هومل (به انگلیسی: Siebel_Si_202) یک هواگرد ملخ‌پیشین تک‌موتوره از نوع ورزشی و آموزشی ساخت شرکت Siebel Flugzeugwerke Halle K.G. است. هواگرد اس‌آی ۲۰۲ هومل نخستین پروازش را در مه ۱۹۳۸ میلادی انجام داد. در مجموع، تعداد ۶۶ فروند از این هواگرد ساخته شده‌است.
طراح این هواگرد، F. Fechner بود.